# بونسکور، کبک
بونسکور (به فرانسوی: Bonsecours) شهری در منطقه شهری لو وال-سن-فرانسوا ناحیه استری در استان کبک کانادا است. در سرشماری سال ۲۰۱۱ این شهر ۵۴۳ نفر جمعیت داشته‌است و مساحت آن ۵۹٫۹۲ کیلومتر مربع است.